# Gallinago megala
Il beccacino di Swinhoe (Gallinago megala, Swinhoe 1861) è un uccello della famiglia degli Scolopacidae dell'ordine dei Charadriiformes.

## Sistematica
Gallinago megala non ha sottospecie, è monotipica.

## Distribuzione e habitat
Questo uccello vive in Asia, dalla Russia alla Malaysia, e dall'India all'Indonesia, compresi Kazakistan, Filippine, Taiwan e Giappone; in Australia, Papua Nuova Guinea, Guam, Micronesia e Palau. Di passo nelle Maldive e in Israele.